# Maximafilie

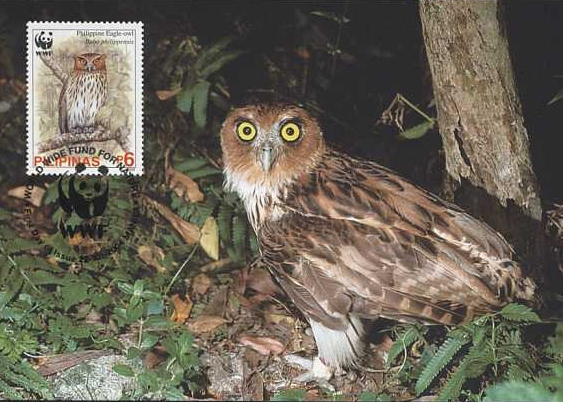
Een maximumkaart van de Filipijnen uit 2004 met als onderwerp het WWF.

Maximafilie is het onderdeel van de filatelie dat zich toelegt op het verzamelen van maximumkaarten. De verzamelaars van maximumkaarten noemt men ook weleens maxifilisten.
Het centrale idee van deze liefhebberij is het aanleggen van een verzameling van maximumkaarten. Dat zijn postkaarten met als onderwerp het thema dat tegelijkertijd het thema is van de postzegel, die op de afbeelding wordt aangebracht. Ook de poststempel is vaak aan het onderwerp gewijd. Deze drie zaken zijn vereist om van maximafilie te spreken.
De maximafilie is zowel verwant met de filatelie (het verzamelen van postzegels) als met de cartofilie (het verzamelen van postkaarten).
Een van de elf commissies van de Fédération Internationale de Philatélie is gewijd aan de maximafilie.